# Кропачово
Кропачево (рос. Кропачёво) — робітниче селище у Ашинському районі Челябінської області Російської Федерації.
Входить до складу муніципального утворення Кропачевське міське поселення. Населення становить 4531 особу (2017).

## Історія
Від 12 листопада 1960 року належить до Ашинського району, утвореного на місці ліквідованого Міньярського району Челябінської області.
Згідно із законом від 9 липня 2004 року органом місцевого самоврядування є Кропачевське міське поселення.

## Населення
| 2002  | 2005  | 2006  | 2007  | 2008  | 2009  | 2010  |
| ----- | ----- | ----- | ----- | ----- | ----- | ----- |
| 5290  | ↘5266 | ↘5230 | ↘5145 | ↗5240 | ↘4949 | ↗5018 |
| 2011  | 2012  | 2013  | 2014  | 2015  | 2016  | 2017  |
| ↘5012 | ↘4966 | ↘4873 | ↘4747 | ↘4707 | ↘4589 | ↘4531 |